# Дібрівка (Кропивницький район)
Ді́брівка — село в Україні, у Бобринецькій міській територіальній громаді Кропивницького району Кіровоградської області. Населення становить 239 осіб.

## Населення
Згідно з переписом УРСР 1989 року чисельність наявного населення села становила 297 осіб, з яких 136 чоловіків та 161 жінка.
За переписом населення України 2001 року в селі мешкало 239 осіб.

### Мова
Розподіл населення за рідною мовою за даними перепису 2001 року:
| Мова       | Відсоток |
| ---------- | -------- |
| українська | 94,98 %  |
| вірменська | 2,09 %   |
| молдовська | 1,26 %   |
| російська  | 0,84 %   |
| білоруська | 0,42 %   |
| інші       | 0,41 %   |